# Silvio Crespi
Silvio Benigno Crespi (Milano, 24 settembre 1868 – Cadorago, 15 gennaio 1944) è stato un imprenditore, inventore e politico italiano.

## Biografia
Primogenito di Cristoforo Benigno Crespi e di Pia Travelli collaborò e poi succedette al padre nella conduzione del cotonificio di Crespi d'Adda che ampliò insieme al villaggio operaio.
Laureatosi a soli ventun anni in Giurisprudenza all'Università degli Studi di Pavia, si recò in Francia, Germania e Inghilterra per seguire gli sviluppi dell'industria cotoniera: lavorò anche a Oldham, presso la Platt Brothers, famosa ditta produttrice di macchine tessili. Nel 1889 entrò nell'azienda paterna e ne assunse la procura generale, quindi, nel 1906, rimase solo nella direzione.
Passò successivamente a occuparsi di numerosissime attività e ad assumere svariate cariche nel campo industriale, politico e finanziario. Pubblicò uno studio sui mezzi per prevenire gli infortuni, fu il primo presidente dell'Associazione fra gli Industriali Cotonieri e membro del Consiglio Superiore dell'Industria e del Commercio. Fu presidente della Banca Commerciale Italiana e dell'Automobile Club di Milano, promuovendo, insieme a Piero Puricelli la costruzione dell'autodromo di Monza (nel 1922) e dell'Autostrada Milano-Laghi (1925).
Fu Deputato e Senatore del Regno d'Italia (nel 1920) nelle file dei liberali cattolici e svolse un'intensa attività in Parlamento a favore dell'industria e del commercio, rivolgendosi anche a problemi legati alle condizioni di lavoro degli operai: l'abolizione del lavoro notturno nelle fabbriche, il diritto al riposo festivo settimanale, la riduzione delle ore di lavoro e la tutela sul lavoro dei minori. 
Fu nominato sottosegretario agli approvvigionamenti durante la prima guerra mondiale e, innalzati i servizi a Ministero, fu Ministro degli approvvigionamenti e consumi alimentari nel Governo Orlando (dal 22 maggio 1918 al 18 giugno 1919). Fu Ministro plenipotenziario al termine della guerra: firmò la "Pace di Versailles" nel 1919 come rappresentante dello stato italiano.
Sposò Teresa Ghislieri, con la quale ebbe sette figli.
È ricordato anche per i suoi numerosi brevetti e invenzioni, tra i quali anche un telaio circolare.
Al secondo Congresso Mondiale dei Trasporti nel 1928 a Roma, Silvio Crespi propose di utilizzare i container in una collaborazione (e non competizione) tra i sistemi di trasporto stradale e ferroviario sotto gli auspici di un organismo internazionale così come già succedeva per Sleeping Car Company per il trasporto internazionale di passeggeri in vagoni letto; dopo il Congresso l'allora presidente della Camera di commercio internazionale Alberto Pirelli invitò le organizzazioni a formare un
comitato internazionale per trovare il miglior sistema di container a questo scopo.
Oggi riposa nel cimitero mausoleo di Crespi d'Adda.